# 坂本九 (小惑星)
坂本九（さかもときゅう、6980 Kyusakamoto）は、小惑星帯にある小惑星。北海道の円舘金と渡辺和郎が発見した。
小惑星名は日本人の俳優、歌手の坂本九に由来し、小惑星番号の (6980) に坂本の代表曲である「上を向いて歩こう」を作詞した永六輔の「六」、坂本九の「九」、そして作曲した中村八大の「八」が入っていることから選ばれた。佐藤健、藤井旭、片桐靖忠らの提案に基いて発見者の渡辺が小惑星センターに申請し、1998年10月に承認された。